# M134 Minigun
M134 Минигън (на английски език – M134 „Minigun“) е американски многоцевна, скорострелна картечница използвана е за първи път във Виетнамската война, умален модел на базата на авиационно 20 мм оръдие M61 Vulcan.
Скорострелността на установката е 6000 изстрела в минута. Маса – 22,7 кг, без да се счита системата за подаване на боеприпаси. Използвани боеприпаси — патрон 7,62 мм. НАТО. Захранването на картечницата става от неразпадаща се лента, подаваща патрони от ръкав.
В популярната култура се среща във филми (Хищникът, англ. Predator, 1987) и др. като в реалността теглото на установката е около 75 кг., отката 67 кгс средно, 135 кгс пиков и е невъзможно ползване без станок.

## Страни на въоръжение
- Австралия
- Бразилия
- Канада
- Чили
- Колумбия
- Германия
- Израел
- Мексико
- Холандия
- Норвегия
- Сиера Леоне
- Виетнам
- Великобритания
- САЩ